# Ljustorp
För andra betydelser, se Ljustorp (olika betydelser).
Ljustorp är en bebyggelse i Ljustorps socken som ingår i en småort med samma namn i Timrå kommun, cirka 15 kilometer från Sundsvall-Timrå Airport och cirka 20 kilometer från Timrå tätort.

## Historia
I orten fanns redan på 1860-talet poststationen för området Ljustorp och från 2007 har orten och området åter ett eget postnummer och egen postort.

### Befolkningsutveckling
| Befolkningsutvecklingen i Ljustorp 1995–2015 | Befolkningsutvecklingen i Ljustorp 1995–2015 | Befolkningsutvecklingen i Ljustorp 1995–2015 | Befolkningsutvecklingen i Ljustorp 1995–2015 | Befolkningsutvecklingen i Ljustorp 1995–2015 |
| -------------------------------------------- | -------------------------------------------- | -------------------------------------------- | -------------------------------------------- | -------------------------------------------- |
|                                              |                                              |                                              |                                              |                                              |
| År                                           |                                              |                                              | Folkmängd                                    | Areal (ha)                                   |
| 1995                                         | 1995                                         |                                              | 200                                          | 66                                           |
| 2000                                         | 2000                                         |                                              | 176                                          | 66#                                          |
| 2005                                         | 2005                                         |                                              | 197                                          | 66#                                          |
| 2010                                         | 2010                                         |                                              | 185                                          | 66#                                          |
| 2015                                         | 2015                                         |                                              | 156                                          | 50#                                          |
| Anm.: Tätort 1995. # Som småort.             |                                              |                                              |                                              |                                              |

## Samhället
Den av SCB avgränsade småorten omfattar bebyggelse nära kyrkan samt byarna Rogsta i norr och Mellberg i söder. 
I samhället finns Ljustorps kyrka, skola, förskola, ateljé Tid och Rum, brandkår, Ljustorps Handel, Humlans slöjd samt idrottsplatsen Ljustorps IP.

## Personer från orten
Riksspelmannen Petrus Nordlander bodde och verkade i Ljustorp.